# Johann Liechtenauer

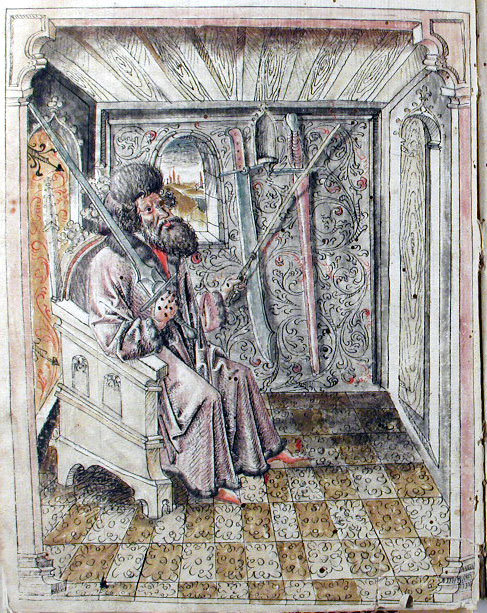
Sitzender Fechtmeister, der vermutlich Liechtenauer darstellen soll, in Cod. 44 A 8, 2v (von 1452)

Johann(es) Liechtenauer war ein deutscher Fechtmeister des 14. Jahrhunderts und ist eine der zentralen Figuren in der Geschichte des europäischen Schwertkampfes. Spätere Manuskripte berufen sich auf ihn als Urheber kurzer Merkverse -sogenannter „Zettel“- zum Kampf mit dem Langen Schwert, dem Rossfechten und dem Harnischfechten.
Obwohl Liechtenauer die zentrale Figur der deutschen Fechtschule war, ist von der Person so gut wie nichts überliefert. Von Liechtenauer selbst haben sich keine Schriften erhalten. Lediglich spätere Fechtmanuskripte geben Merkverse wieder, die auf ihn zurückgehen sollen und in selbigen glossiert wurden. Auch seine Lebensdaten können nur grob eingegrenzt werden. Zum einen durch das Aufkommen des Langen Schwerts als Waffe im späten 13./ frühen 14. Jahrhundert. Zum anderen in der als am ältesten geltenden Glosse zu seinen Merkversen GNM 3227a, welche (jedoch auch nur durch Indizien) auf 1389 datiert wird. In dieser Glosse fehlt die in allen späteren Schriften übliche Spruchformel „dem Gott gnädig sei“. Dies könnte dafür sprechen, dass Liechtenauer zum Zeitpunkt der Niederschrift noch am Leben war. Diese Indizien sprechen für einen Wirkungszeitraum des Johannes Liechtenauer in der Mitte und zweiten Hälfte des 14. Jahrhunderts. In GNM 3227a wird auch berichtet, dass Liechtenauer nicht der Erfinder der Fechtkunst war, sondern sie auf seinen Reisen zusammengetragen hat. Seine Leistung bestand daher wohl darin, aus mehreren lokalen Traditionen einen funktionalen und verbindenden Kern herauszuarbeiten. Auch die Herkunft Liechtenauers liegt im Dunklen. Der überwiegende Teil der späteren Fechtbücher stammt jedoch aus dem oberdeutschen Raum, was ein Wirken Liechtenauers in diesem geographischen Raum wahrscheinlich macht. Ortschaften, die aufgrund seines Namens und sprachwissenschaftlichen Indizien immer wieder als Herkunftsort in den Blick kamen, sind Lichtenau in Mittelfranken und Lichtenau in Mittelsachsen.
Heute beschäftigen sich immer mehr Gruppen mit der Rezeption und Interpretation der tradierten Glossen zu den Lehren des Johannes Liechtenauer und das historische Fechten erfreut sich wachsender Beliebtheit als Freizeitsport.

## Handschriften mit Glossen zu Liechtenauers Zettel
Folgend eine nicht abschließende Aufzählung von Fechtbüchern, die Liechtenauers Zettel glossieren:
- GNM 3227a (1389 – Germanisches Nationalmuseum, Nürnberg)
- Cod. 44 A 8 (1452 – Biblioteca dell’Accademia Nazionale dei Lincei e Corsiniana, Rom)
- Cod.I.6.4.3 (um 1460 – Universitätsbibliothek Augsburg, Augsburg)
- MS M.I.29 (1491 – Universitätsbibliothek Salzburg, Salzburg)
- MS Dresd.C.487 (1504-19 – Sächsische Landesbibliothek, Dresden)

## Fechter in der Tradition Johannes Liechtenauers
Folgend eine Auswahl an Fechtern, die in der Tradition Liechtenauers standen:
- Hans Talhoffer
- Paulus Kahl
- Johannes Lecküchner
- Martin Hundsfeld
- Andre Liegnitzer
- Jakob Liegnitzer
- Siegmund Ringeck
- Jude Lew
- Peter von Danzig
- Joachim Meyer